# Беравка
Бера́вка (пол. Bierawka, Birawka, Birowa) — река в Польше, правый приток верхней Одры, протекает по территории Миколувского, Рыбницкого, Гливицкого и Кендзежинско-Козельского поветов в Силезском и Опольском воеводствах на юге страны.
Длина реки составляет 55,5 км, площадь водосборного бассейна — 394 км². Средний уклон —  2,3 м/км. Средний расход воды около устья — 2,37 м³/с. Максимальная амплитуда колебаний уровня воды в нижнем течении — 3,5 м.
Беравка начинается с высоты 310 м над уровнем моря на Силезской возвышенности около города Ожеше. Течёт в основном на северо-запад. Сильно загрязнена промышленными сточными водами. Впадает в Одру на высоте 169 м над уровнем моря около Беравы на Силезской низменности.